# فرانسوا بیدار
فرانسوا بیدار (فرانسوی: François Bidard‎؛ زادهٔ ۱۹ مارس ۱۹۹۲) دوچرخه‌سوار اهل فرانسه است.
از باشگاه‌هایی که در آن رکاب زده‌است می‌توان به آژ۲آر لا موندیال اشاره کرد.